# Ренкавка

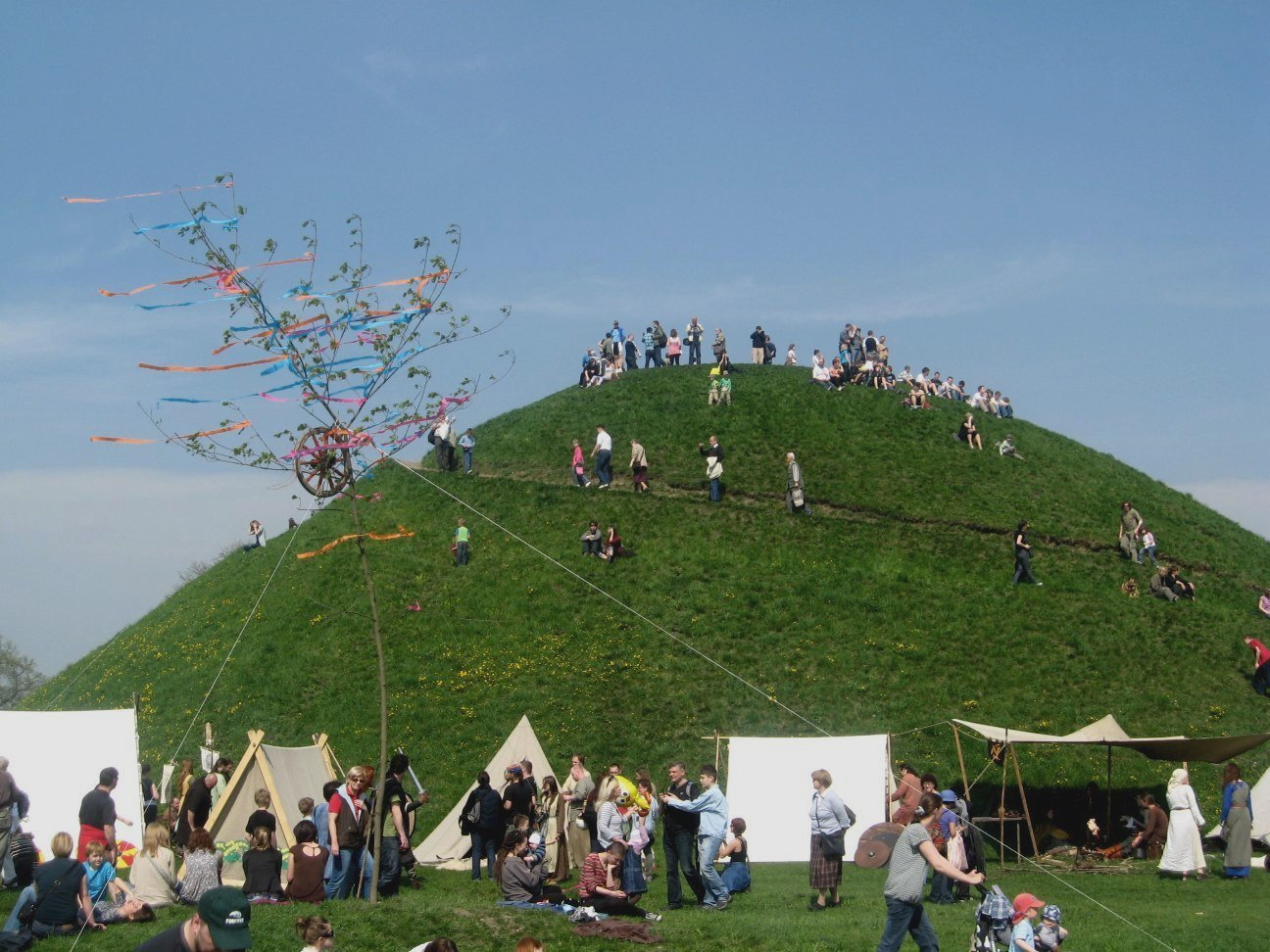
Празднование Ренкавки

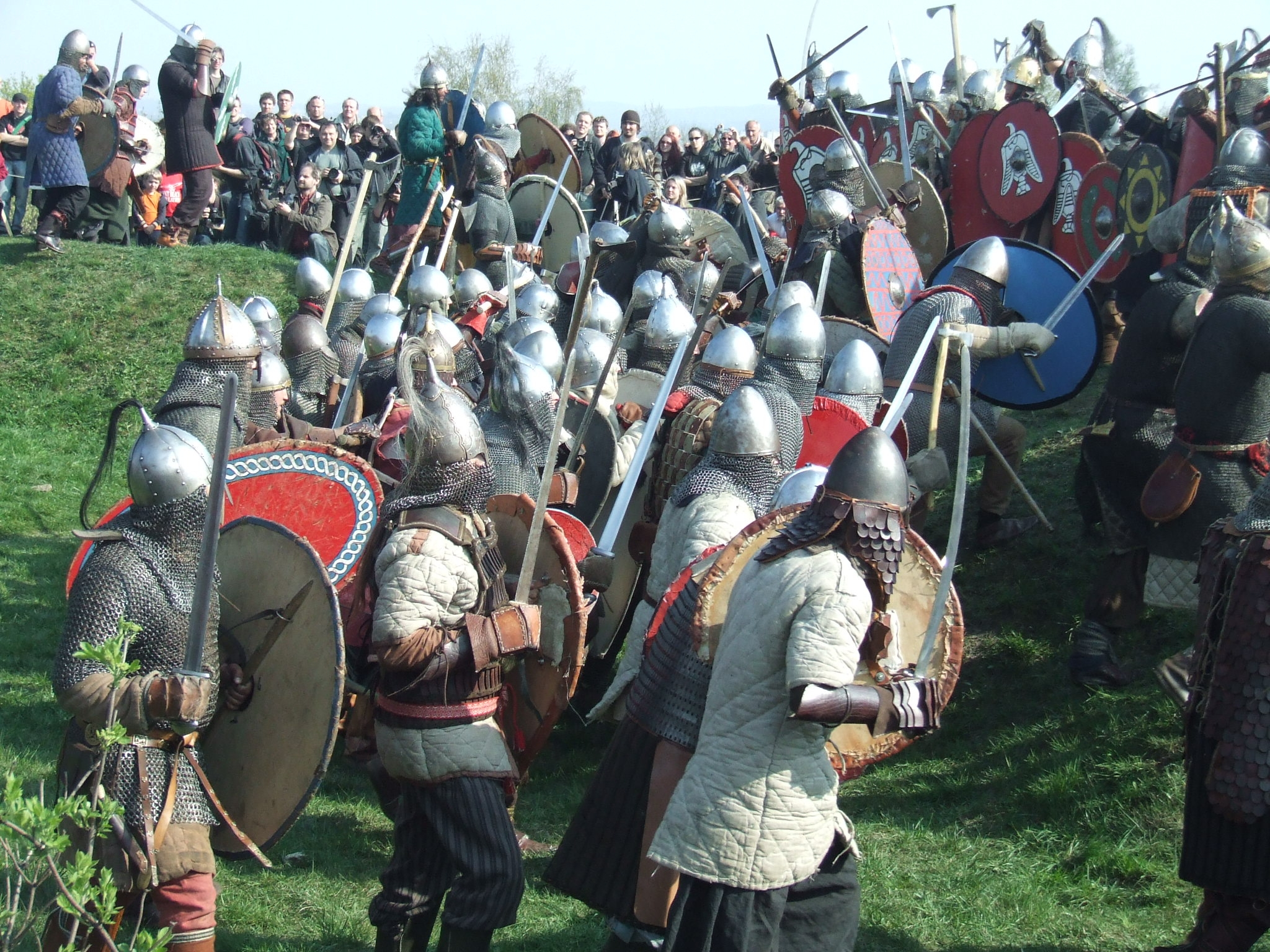
Историческая реконструкция

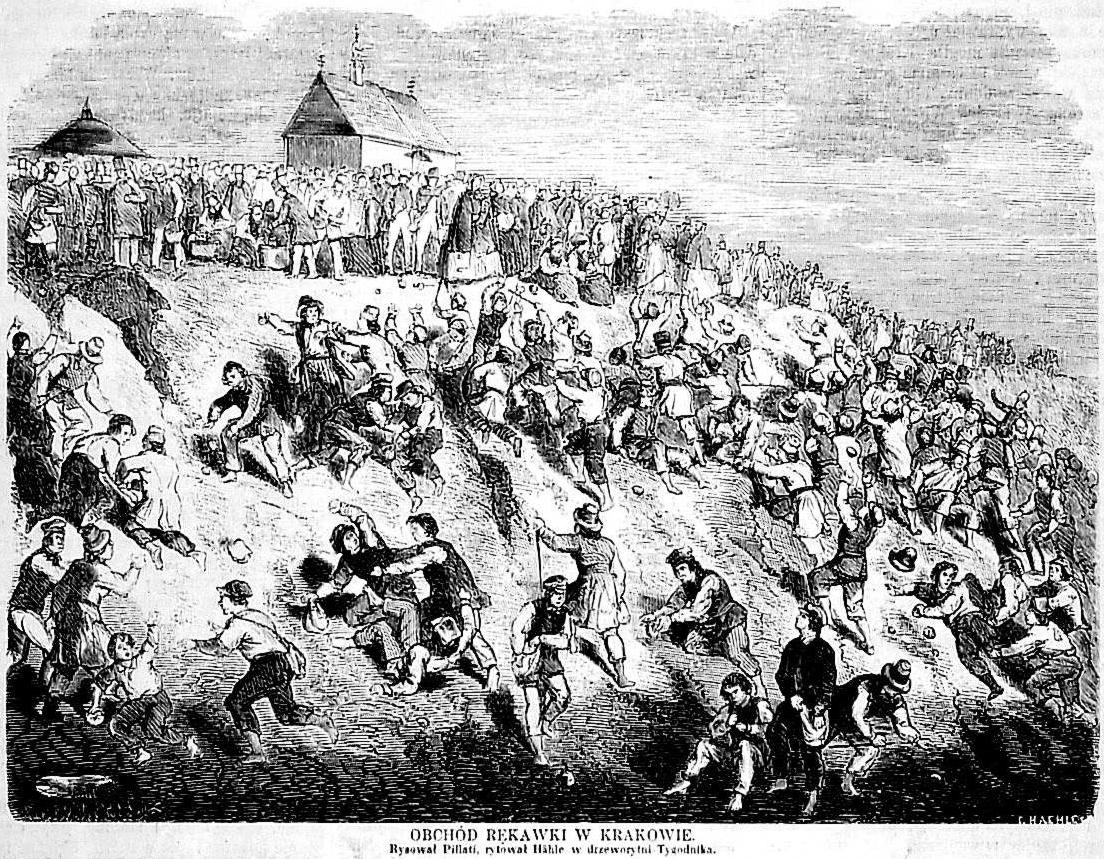
Празднование Ренкавки, Tygodnik Ilustrowany, 7/19 мая, 1860 года. На иллюстрации изображено как обеспеченные краковяне бросают с вершины кургана Крака монеты, а у подножия кургана нуждающиеся горожане их подхватывают. На заднем плане литографии находится церковь святого Бенедикта

Ренка́вка (пол. Rękawka) — польский обычай, отмечаемый в Кракове во вторник после Пасхи. В этот день краковяне поднимались на курган Крака и бросали с его вершины монеты. В настоящее время Ренкавка имеет характер фестиваля, во время которого организуются ярмарка и историческая реконструкция.

## История
Согласно одной из версий, название праздника происходит от одноимённого кургана, который впервые упоминается в 1600 году швейцарским художником Маттеусом Мерианом как «Tumulus dictus Rekawka» (Курган называемый Ренкавка). Курган под названием «Ренкавка» также упоминается в связи с коронацией Генриха Валуа, который приказал во время торжеств по случаю своего восшествия на трон осветить факелами курган: «chłopom co palili ogień na Rękawce na Te Deum laud. po koronacyjnej i co drwa tamże nosili, groszy» (Холопам дать гроши, чтобы они зажгли огонь на Ренкавке на Те Деум после коронации и чтобы зажжённые древа там же носили).
Другое объяснение происхождения названия праздника связывает его с легендарным краковским князем Краком, которой якобы был похоронен в кургане. Народное предание гласит, что люди носили на возвышение землю и камни в рукавах, чтобы соорудить курган для усопшего князя. Согласно этому объяснению, название праздника «Ренкавка» произошло от рукавов (пол. rękaw — рукав), в которых носили землю, или в горстях (т. е. руками, рука — ręka). Согласно другой гипотезе, ренкавка происходит от чешского rakew — могила, или сербского рака — гроб.
Существует несколько объяснений возникновения этого обычая. Одна из версий связывает его с языческим славянским праздником Деды, выпадающим на весеннее равноденствие. Во время это праздника бросали монеты и пищу с небольшой возвышенности, считая, что эта жертва попадает в загробный мир.
Ренкавка стала проводиться в Кракове с XVII века. Об этом обычае свидетельствуют монеты этого века, найденные в верхнем слое кургана Крака. После Пасхи богатые краковяне бросали с вершины кургана Крака монеты, фрукты и различные сладости, которые у подножия подхватывали бедные жители города. До середины XIX века Ренкавка проходила возле кургана Крака. После начала строительства железнодорожной линии возле кургана Крака, Ренкавка стала проходить возле церкви святого Бенедикта на горе святого Бенедикта и на северной части холма Лясоты.
С 1897 года празднование Ренкавы было запрещено австрийскими властями, которые планировали построить здесь фортификационные сооружения. Доступ на курган Крака в это время был закрыт. Обычай возобновился в начале XX века.
Улица неподалёку от кургана в настоящее время носит название Ренкавка.